# Paralacydes areoscopa
Paralacydes areoscopa är en fjärilsart som beskrevs av Turner 1906. Paralacydes areoscopa ingår i släktet Paralacydes och familjen björnspinnare. Inga underarter finns listade i Catalogue of Life.